# Ciboneya antraia
Ciboneya antraia là một loài nhện trong họ Pholcidae. Loài này được phát hiện ở Cuba.